# Corporate Evolution
Corporate Evolution bezeichnet im Kern betriebswirtschaftliche Konzepte (daher auch Betriebswirtschaftliche Evolution), die versuchen, die Lebenszyklen von Produkten und Unternehmen darzustellen.

## Hintergrund
Unternehmen sind im Rahmen der Globalisierung mit wachsender Komplexität (u. a. Vielfalt an Produkten, Varianten, Gesetzen, Normen, Geographien, Kulturen) konfrontiert oder schaffen diese selbst. Unternehmen müssen und beginnen zu lernen, mit dieser Komplexität und anderen externen Effekten umzugehen. Die Voraussage zukünftiger Entwicklungen ist auf „Wahrscheinlichkeitsziffern“ reduziert. Die zu treffenden Entscheidungen basieren dann auf diesen Wahrscheinlichkeiten. In immer komplexeren Systemen können nur noch sehr begrenzt wahrscheinliche Aussagen getroffen werden.

## Methodik von Corporate Evolution
Corporate Evolution versucht, in diesem Umfeld Entscheidungshilfen zu liefern. Dazu dienen u. a. Analogiebildung, um das „Verhalten“ und die „Entwicklung“ von Unternehmen in Abhängigkeit unterschiedlichster Einflussgrößen zu verstehen, zu begründen und in (simulationsfähigen) Modellen einer experimentellen Untersuchung zugänglich zu machen. Antworten zielen auf Themen der Anpassungs- und Überlebensfähigkeit durch Umgang mit Antizipation.
Prognosen im Sinne gesetzmäßiger Aussagen sind bei komplexen wirtschaftlichen Zusammenhängen nicht möglich. Unternehmensentwicklung kann über Szenarienbildung in „Evolutionspfaden“ vorgedacht, jedoch nicht vorhergesagt werden. Eine „Voraussage“ kann maximal über die gewollte Zielrichtung und die damit angenommenen und per Zielvorgabe anzustrebenden Zielgrößen gemacht werden. Eine solche Voraussage legt eine Haltung der Verantwortlichen gemäß einem Vorsatz der Art „... daran wollen wir festhalten und alles im Rahmen der Beeinflussbarkeit, Beherrschbarkeit Mögliche tun ...“ zugrunde.
Analogiebildung als Methode zur Erkenntnisgewinnung ist wissenschaftlich umstritten. Das Geschäftsmodell definiert das Unternehmen als Organisation mit Identität. Unternehmen mit homologem Geschäftsmodell (z. B. Öl-Konzerne) definieren als Gruppe bzw. Branche eine „Spezies“. Die Identität kann evolvieren analog zur Mutation von Genen. Die Selektion im Wettbewerb ist analog zur Selektion in der Biologie. Die Analogiebildung kann nahezu beliebig weit gefasst und genutzt werden. Die notwendige Eingrenzung der Analogiebildung ist zweckorientiert. Im Regelfall orientiert sich das Verfahren an einer konkreten Entscheidungsfrage.

## Simulation möglicher zukünftiger Szenarien für das Unternehmen
Unter Simulation wird hier aus Managementsicht die Vorwegnahme möglicher
- Ereignis-,
- Ergebnis-,
- Handlungskonsequenzen,

dargestellt in (computer-)berechneten und eventuell animierten Szenarien und Auswertungen, verstanden.